# Vieux-Fumé
Vieux-Fumé (fil) är en kommun i departementet Calvados i regionen Normandie i norra Frankrike. Kommunen ligger i kantonen Bretteville-sur-Laize som ligger i arrondissementet Caen. År 2018 hade Vieux-Fumé 517 invånare.

## Befolkningsutveckling
Antalet invånare i kommunen Vieux-Fumé
Referens:INSEE